# Parafia Wniebowzięcia Najświętszej Maryi Panny w Biedrzychowicach
Parafia Wniebowzięcia Najświętszej Maryi Panny w Biedzychowicach – parafia rzymskokatolicka, znajdująca się w diecezji opolskiej, w dekanacie Głogówek.
24 sierpnia 2023 proboszczem parafii został mianowany ks. Andrzej Glinka.